# National Disaster Management Agency (Liberia)
Die National Disaster Management Agency (NDMA) ist eine liberianische Regierungsbehörde für Katastrophenschutz.

## Geschichte und Organisation
Die NDMA wurde 2012 gegründet. Stand 2018 hatte die Behörde rund 60 Mitarbeiter. Im März 2022 wurde ein erstes Regionalbüro in Gbarnga, der Hauptstadt von Bong County, eröffnet. Geschäftsführender Direktor ist seit Juni 2024 Ansu Dulleh.

## Aufgaben
Zu den Aufgaben der NDMA zählt die Koordination und Stärkung des nationalen Katastrophenrisikomanagements und Katastrophenschutzes. Auf Anraten der NDMA kann der Vorstand dem Präsidenten die Erklärung des nationalen Katastrophenzustands empfehlen.